# Корза (річка)
Корза — річка в Росії, протікає в Плесецькому районі Архангельської області.
Витікає з Великого озера, на захід від колишнього населеного пункту Велике Озеро. Протікає через озера Середнє і Далеке. Гирло річки знаходиться в 38 км по лівому березі річки Нетома, на кордоні з Пудозьким районом Карелії.
Довжина річки становить 15 км, площа водозбірного басейну — 140 км². В 13 км від гирла, на правому березі річки впадає річка Лебедиха.

## Дані водного реєстру
За даними державного водного реєстру Росії, Корза відноситься до Балтійського басейнового округу. Водогосподарська ділянка річки — Водла, річковий підбасейн — Свір (включаючи річки басейну Онезького озера). Корза відноситься до річкового басейну річки Нева (включаючи басейни річок Онезького і Ладозького озера).